# The Price of a Man
The Price of a Man è un cortometraggio muto del 1911. Il nome del regista non viene riportato nei credit del film.
Edna May Weick era un'attrice bambina che, nel 1911, aveva solo sei anni.

## Produzione
Il film fu prodotto dalla Edison Company.

## Distribuzione
Distribuito dalla General Film Company, il film - un cortometraggio di una bobina - uscì nelle sale cinematografiche statunitensi il 4 luglio 1911.